# The Beatles - Un evento cinematografico de cuatro peliculas
AVISO: Esta pagina se encuentra en construccion, por lo que puede que falten varios datos.
La tetralogía cinematográfica sobre The Beatles es una serie de cuatro películas biográficas en desarrollo, cada una centrada en un miembro de la banda británica. Están dirigidas por Sam Mendes, producidas por Neal Street Productions y distribuidas por Sony Pictures Entertainment. Su estreno está previsto para Abril de 2028.

## Sinopsis
Según Mendes, el proyecto tiene como objetivo explorar la historia de The Beatles desde diferentes perspectivas individuales, resaltando los momentos clave de su trayectoria, sus orígenes, relaciones personales y el impacto cultural que generaron a nivel mundial.

## Producción
El proyecto fue anunciado en febrero de 2024. Es producido por Neal Street Productions, compañía detrás de títulos reconocidos como 1917 y The Hollow Crown, con el respaldo de Sony Pictures Entertainment. Cada película será dirigida por Sam Mendes, quien ha afirmado que se trata de una narrativa cinematográfica única, contando una historia entrelazada desde cuatro puntos de vista.
- La Producción comenzará en la segunda mitad de 2025.
- Cuenta con todos los derechos de la vida de los integrantes de la banda y con el catálogo musical.

- Las películas se estrenarán simultáneamente en cines.

## Elenco
- Harris Dickinson como John Lennon, fundador, compositor, vocalista y guitarrista de la banda.

- Paul Mescal como Paul McCartney , compositor, vocalista y bajista de la banda.

- Joseph Quinn como George Harrison, compositor, cantautor y guitarrista de la banda.
- Barry Keoghan como Ringo Starr, vocalista, compositor y baterista de la banda.

## Películas
La saga estará compuesta por cuatro películas individuales, cada una enfocada en un miembro de la banda. Aunque aún no se conocen los títulos oficiales, cada entrega abordará la historia desde la perspectiva de uno de los integrantes. Estas son las películas planeadas:
- Película sobre John Lennon
- Película sobre Paul McCartney
- Película sobre George Harrison
- Película sobre Ringo Starr

Cada filme estará interconectado, formando una narrativa colectiva que abarcará la trayectoria del grupo desde distintos ángulos.

## Estreno
Las cuatro películas están previstas para su estreno en abril de 2028, aunque las fechas específicas aún no se han anunciado.